# 罗得岛号潜艇 (SSBN-740)
罗得岛号潜艇 (SSBN-740)，属于俄亥俄级核潜艇序列，是美国海军中第三艘以罗得岛州之名命名的军舰。1988年1月5日，位于康涅狄格州格罗顿的通用动力下属公司电船公司获得建造该潜艇的合同；1988年9月15日，建造方开始铺设龙骨。1993年7月17日，卡蒂·马赫瑟蕾夫人主持了该潜艇的下水仪式；1994年7月9日，该潜艇正式服役，海军上校约翰·K·埃尔德里奇和海军中校迈克尔·马克斯菲尔德分别被任命为“蓝色”和“金色”代号轮值船员组的指挥官。

## 海上救援
2009年8月11日，罗得岛号潜艇营救了5名巴哈马籍渔民——他们的渔船在四日之前倾覆。在这四名成年男性和一名男孩被转移至其他船只上之前，潜艇上的医务人员对其进行了照料。